# Zajec (ozvezdje)
Zajec (latinsko in angleško Lepus) je ozvezdje, ki leži južno od nebesnega ekvatorja (južno ozvezdje), natančneje južno od Oriona. Včasih ga ponazarjajo kot zajca, ki ga podi Orion ali pa njegovi lovski psi.

## Značilnosti

### Zvezde
V Zajcu ni veliko svetlih zvezd, kvečjemu ena ali dve. Alfa Zajca, najsvetlejša zvezda v Zajcu, je bela nadorjakinja z navideznim sijem 2,6 in oddaljenostjo 1300 ly. Njeno tradicionalno ime, Arneb, pomeni »zajec«. Beta Zajca, imenovana Nihal, je 159 ly oddaljena rumena orjakinja z navideznim sijem 2,8. Gama Zajca je navidezna dvojna zvezda, razločljiva v daljnogledu. Svetlejša ima navidezni sij 3m6 in je oddaljena 29 svetlobnih let. Šibkejša je oranžna zvezda magnitude 6,2. Epsilon Zajca je oranžna orjakinja magnitude 3,2 in je oddaljena 227 ly. Kapa Zajca je dvojna zvezda, razločljiva v srednje velikih amaterskih teleskopih in leži 560 svetlobnih let proč. Svetlejša je modrobela zvezda magnitude 4,4 in šibkejša je zvezda magnitude 7,4.

### Nezvezdna telesa
V Zajcu leži eno Messierjevo telo, Messier 79. Je kroglasta zvezdna kopica z navideznim sijem 8,0 in leži 42 000 svetlobnih let proč. Po Shapley-Sawyerjevem načinu razvrščanja je v razredu V. Odkril jo je Pierre Méchain leta 1780.